# 쿠바나칸
《쿠바나칸》(포르투갈어: Kubanacan)는 2003년 방영된 브라질의 텔레노벨라이다.